# Маршалл, Джон (капитан)
Джон Ма́ршалл — британский мореплаватель, капитан.
Родился в приморском городе Рамсгите, графство Кент в Англии 15 февраля 1748 года. В десять лет был отдан юнгой на корабль. В 1788 году стал капитаном корабля «Scarborough», входившего в Первый флот, вёзший каторжников из Англии в Ботанический залив. Из Австралии он пошёл в Китай, по пути нанеся на карты неизвестные ранее острова и новый торговый путь в Кантон (сейчас Гуанчжоу). Острова, названные им вначале «гряда лорда Милгрова» («Lord Mulgrove’s range») в дальнейшем были названы Маршалловыми островами. Джон Маршалл также командовал Scarborough во второй экспедиции по транспортировке каторжников в Австралию, во время которой из-за слабого состояния здоровья многие заключённые умерли. Это событие в сочетании с попыткой захвата корабля удержало его от дальнейших перевозок каторжников.
Также принимал участие в Войне за независимость и в Наполеоновских войнах, во время которых был серьёзно ранен на борту корабля «Diana». Умер в 1819 году в возрасте 71 года.